# 안검하수
안검하수(眼瞼下垂, ptosis)는 위 또는 아래 눈꺼풀이 처지는 현상을 말한다. 눈꺼풀처짐이라고도 부른다. 좁은 의미로 말할 때는 윗눈꺼풀이 쳐저서 눈을 크게 뜰 수 없는 경우만을 의미한다. 대개 윗눈꺼풀이 눈의 검은자 윗부분을 1~2mm 정도 덮을 경우 정상으로 판단하지만 이보다 검은자위가 더 많이 가려진 경우 안검하수일 가능성이 높다. 안검하수는 태어날 때부터 나타나는 선천성 안검하수와 나이가 들어서 나타나는 후천성 안검하수의 두 종류로 나뉜다.

## 종류

### 선천성 안검하수
대부분의 경우 위눈꺼풀을 올리는 작용을 하는 눈꺼풀올림근(levator palpebrae superioris m.)이나 위눈꺼풀판근(superior tarsal m.)의 선천적 발육이상으로 눈을 뜨는 힘이 약해져 나타나게 되지만, 드물게 전신의 근육이상이나 신경질환이 원인이 되기도 한다. 신경학적인 이상이 나타나는 경우 목교감신경줄기(cervical sympathetic trunk)의 차단으로 인해 발생하는 호너 증후군이나 눈꺼풀올림근을 지배하는 눈돌림신경(CN Ⅲ)에 문제가 생긴 경우를 대표적으로 꼽을 수 있다. 유전과의 관련 여부는 간혹 있는 경우도 있지만 아무런 관련 없이 나타나는 경우가 대부분이다. 방치해 둘 경우 약시, 난시, 정서불안 등의 증상이 나타날 수 있다.

### 후천성 안검하수
후천성 안검하수는 나이가 들면서 서서히 또는 갑자기 윗눈꺼풀이 아래로 쳐지면서 생기는 안검하수를 의미한다. 원인으로는 노인성변화나, 외상이나 수술후 눈꺼풀올림근의 약화, 신경성질환 혹은 전신성질환이 있다. 또 실제로 안검하수는 아니지만 나이가 들면서 눈꺼풀 피부의 결합조직이 탄력을 잃어 피부가 축 늘어지면서 눈을 덮어 안검하수와 같이 보이는 경우도 있다.

## 치료
안검하수는 수술을 이용해 원인이 되는 근육에 적절한 조치를 가하는 방법으로 치료할 수 있다. 수술 방법은 크게 2가지로 나눌 수 있는데, 근육의 기능이 상당 부분 남아 있는 경우에는 보존적 치료로 근육을 강화시켜 줄 수 있다. 주로 눈꺼풀올림근을 약간 절개하여 수축 강도를 높여준다. 만약 근육이 제 기능을 하지 못한다고 판단한 경우 근육막 같은 물질을 사용하여 쳐진 눈꺼풀을 올릴 수 있다. 이때 눈꺼풀올림근의 힘줄을 윗눈꺼풀속과 이마근(frontalis m.) 속에 삽입하고 위로 당겨 윗눈꺼풀을 이마근에 매달아서 고정시키는 방법을 사용하거나, 인공 근육막을 사용해 이마근과 연결해주는 수술법을 사용한다.

## 같이 보기
- 안검이완
- 눈 (해부학)
- 쌍꺼풀 수술
- 안과